# Edge of Thorns
Edge of Thorns – ósmy album studyjny heavymetalowego zespołu Savatage.

## Lista utworów
1. "Edge of Thorns" - 5:54
2. "He Carves His Stone" - 4:14
3. "Lights Out" - 3:10
4. "Skraggy's Tomb" - 4:22
5. "Labyrinths" - 1:29
6. "Follow Me" - 5:08
7. "Exit Music" - 3:05
8. "Degrees of Sanity" - 4:36
9. "Conversation Piece" - 4:10
10. "All That I Bleed" - 4:41
11. "Damien" - 3:53
12. "Miles Away" - 5:06
13. "Sleep" - 3:52
14. "Forever After" (utwór dodatkowy na japońskim wydaniu) - 4:20
15. "Shotgun Innocence" (utwór dodatkowy na japońskim wydaniu) - 3:30

Utwór dodatkowy na reedycji z 1997 roku
1. "Believe" (acoustic version) - 3:52

Utwory dodatkowe na reedycji z 2002 roku
1. "Forever After" - 4:18
2. "Conversation Piece" (live) - 4:19

Utwory dodatkowe na reedycji z 2010 roku
1. "All That I Bleed" (acoustic version) - 4:34
2. "If I Go Away" (acoustic version) - 3:49

## Twórcy
- Zachary Stevens - śpiew
- Criss Oliva - gitara
- Steve Wacholz - perkusja
- Johnny Lee Middleton - gitara basowa